# Die Maske des Dimitrios (Film)
Die Maske des Dimitrios ist ein US-amerikanischer Film noir des Regisseurs Jean Negulesco aus dem Jahr 1944, basierend auf dem Roman Die Maske des Dimitrios (A Coffin for Dimitrios) von Eric Ambler. US-Premiere war am 23. Juni 1944 in New York. In Deutschland kam der Film nicht in die Kinos, er wurde erstmals am 30. Juni 1991 im deutschen Fernsehen ausgestrahlt.

## Handlung
Bei Istanbul wird 1938 eine Leiche angespült. Anhand eines Passes wird der Tote als der international gesuchte Verbrecher Dimitrios Makropoulos identifiziert. Colonel Haki von der türkischen Polizei erzählt die Geschichte des Verbrechers dem holländischen Schriftsteller Cornelius Leyden. Leyden will die Leiche unbedingt sehen. Haki erfüllt den Wunsch und setzt die Geschichte fort.
1922 wurde Haki erstmals auf Dimitrios aufmerksam, als der damals als Feigenpacker arbeitende Mann aus Smyrna, dem heutigen Izmir, bei einem Raubüberfall einen Mann tötete und einen anderen Mann für sein Verbrechen büßen ließ. Zuletzt arbeitete Dimitrios in Paris für einen Schmugglerring. Leyden sieht in dem Toten eine Hauptfigur für seinen nächsten Roman. Er reist nach Athen, wo Dimitrios mit seiner Verbrecherlaufbahn begann. Zur gleichen Zeit erfährt der geheimnisvolle Mr. Peters vom Tod des Verbrechers. Er erfährt, dass die Leiche schon eingeäschert wurde, und reist ebenfalls nach Athen.
Leyden macht sich auf den Weg nach Sofia, um dort Irena Preveza, eine ehemalige Geliebte von Dimitrios, aufzusuchen. Sie erzählt ihm, dass vor Jahren Dimitrios nach einem gescheiterten Attentat das Land verlassen musste. Er lieh sich von Irena Geld und versprach, es zurückzuzahlen. Doch bis jetzt ist kein Geld zurückgekommen. Leyden kehrt in sein Hotelzimmer zurück und trifft auf Mr. Peters. Peters teilt ihm mit, dass er dem Schriftsteller von Athen aus gefolgt sei und den Grund seines Interesses an Dimitrios wissen wolle. Nachdem Leyden ihn aufgeklärt hat, schlägt Peters die Fortsetzung der Untersuchung vor, zumal Leyden auch finanziell davon profitieren kann.
Leyden sucht nun Wladislaw Grodek auf. Grodek war ein Agentenführer, der Dimitrios angeheuert hat, um eine Liste von Minenfeldern zu stehlen. Grodek erzählt, dass Dimitrios auf die Unsicherheit des Angestellten Karel Bulic gesetzt hatte, der mit einer schönen und anspruchsvollen Frau verheiratet war. Als Bulic bei einem Profispieler Schulden machte, bot Dimitrios ihm an, die Schulden zu bezahlen, wenn Bulic ihm dafür die Liste gibt. Dimitrios spielte danach ein falsches Spiel und verkaufte die Liste an eine andere Regierung. Bulic beging daraufhin Selbstmord.
Leyden kehrt nach Paris zurück und informiert Peters über den Fortgang seiner Untersuchung. Peters gibt sich als Erik Peterson zu erkennen, ein früheres Mitglied der Schmugglerbande. Er erklärt, dass die Leiche, die Leyden gesehen hat, nicht die von Dimitrios sei. Peterson plant, Dimitrios mit Leydens Hilfe zu erpressen. Leyden zögert zuerst, sagt dann aber doch zu. Die beiden verabreden mit Dimitrios den Übergabeort des Schweigegeldes. Dimitrios stößt später auf die beiden Erpresser und schießt Peters nieder. Während Leyden mit dem Verbrecher kämpft, kann der verletzte Peters eine Pistole nehmen und Dimitrios erschießen. Er wird von der herbeigeeilten Polizei verhaftet; Leyden hingegen geschieht nichts, er kann nun seinen Roman beginnen.

## Kritiken
„Auf hohem filmkünstlerischem Niveau stehender 'Film noir', der eine Atmosphäre moralischer Skrupellosigkeit beschwört.“

„Ein erlesener Spaß für Krimi-Nostalgiker.“

## Hintergrund
Der Film bedeutet für Zachary Scott das Filmdebüt. Musikalischer Direktor war der Oscar-Preisträger Leo F. Forbstein.